# Голубой ил
Голубо́й, или си́ний ил (англ. blue ooze) — разновидность современных морских илов, распространённых в пределах материкового склона.
Голубая окраска этого вида ила обусловлена присутствием в его составе минерала глауконита. Иногда голубой ил имеет запах сероводорода.